# Georg Tappert
Georg Tappert (né le 20 octobre 1880 à Berlin, mort le 16 novembre 1957 à Berlin-Ouest) est un peintre allemand.

## Biographie
Tappert est le fils d'un tailleur du "Friedrichstraße 10", le quartier de divertissement de Berlin à l'époque. Il est en contact avec la mode et le demi-monde dès l'enfance. Après un apprentissage de tailleur, il étudie avec l'aide de mécènes de 1900 à 1903 à l'académie des beaux-arts de Karlsruhe auprès de Ludwig Schmid-Reutte et Carl Langhein. En 1904-1905, à la demande de ses mécènes, il est l'assistant de Paul Schultze-Naumburg dans son école d'art au château de Saaleck.
En 1905, Tappert retourne à Berlin en tant qu'artiste indépendant et y réalise sa première exposition personnelle chez Paul Cassirer. De 1906 à la fin de 1909, Tappert vit à Worpswede avec sa colonie de peintres et y dirige une école d'art privée, dont l'élève le plus célèbre est Wilhelm Morgner, que Tappert continue à fréquenter et avec qui il entretient une correspondance intensive jusqu'à la mort de Morgner. Tappert a des contacts avec Heinrich Vogeler, qu'il apprécie personnellement mais pas artistiquement, et avec Paula Modersohn-Becker, qui l'influence artistiquement et probablement l'initie à l'art français plus récent. À Worpswede, Tappert commence à développer son style personnel dans de nombreuses natures mortes de fleurs, des paysages et des premières images et portraits.
De retour à Berlin en 1910, ses œuvres sont rejetées par le jury de la Berliner Secession. Au verso de la notification, il esquisse avec Moriz Melzer et Heinrich Richter-Berlin la fondation de la Neue Secession, qui apparaît en mai avec une exposition de ceux qui furent rejetés par la Sécession de Berlin et fait six autres expositions jusqu'à sa dissolution en 1914. Dès le début, les artistes du groupe d'artistes de Dresde Die Brücke sont membres de la Nouvelle Sécession. Max Pechstein en est le premier président jusqu'au départ de Die Brücke en 1912, Georg Tappert lui succède et est le principal organisateur. Fin 1911, Franz Marc et Vassily Kandinsky deviennent membres. La troisième exposition montre alors pour la première fois ensemble ces deux principaux groupes de l'expressionnisme allemand.
Maria Morgner, la mère du peintre Wilhelm Morgner, qui est mort à la guerre en 1917, charge Georg Tappert en 1918 d'enregistrer et d'organiser le patrimoine artistique de son fils. Tappert crée des listes de peintures, dessins, aquarelles et gravures à sa disposition. Il numérote les œuvres et leur donne un titre dans les listes, car Morgner n'avait donné de titre qu'à très peu de ses œuvres. Les répertoires sont maintenant dans les Deutsches Kunstarchiv au Germanisches Nationalmuseum.

## Œuvre

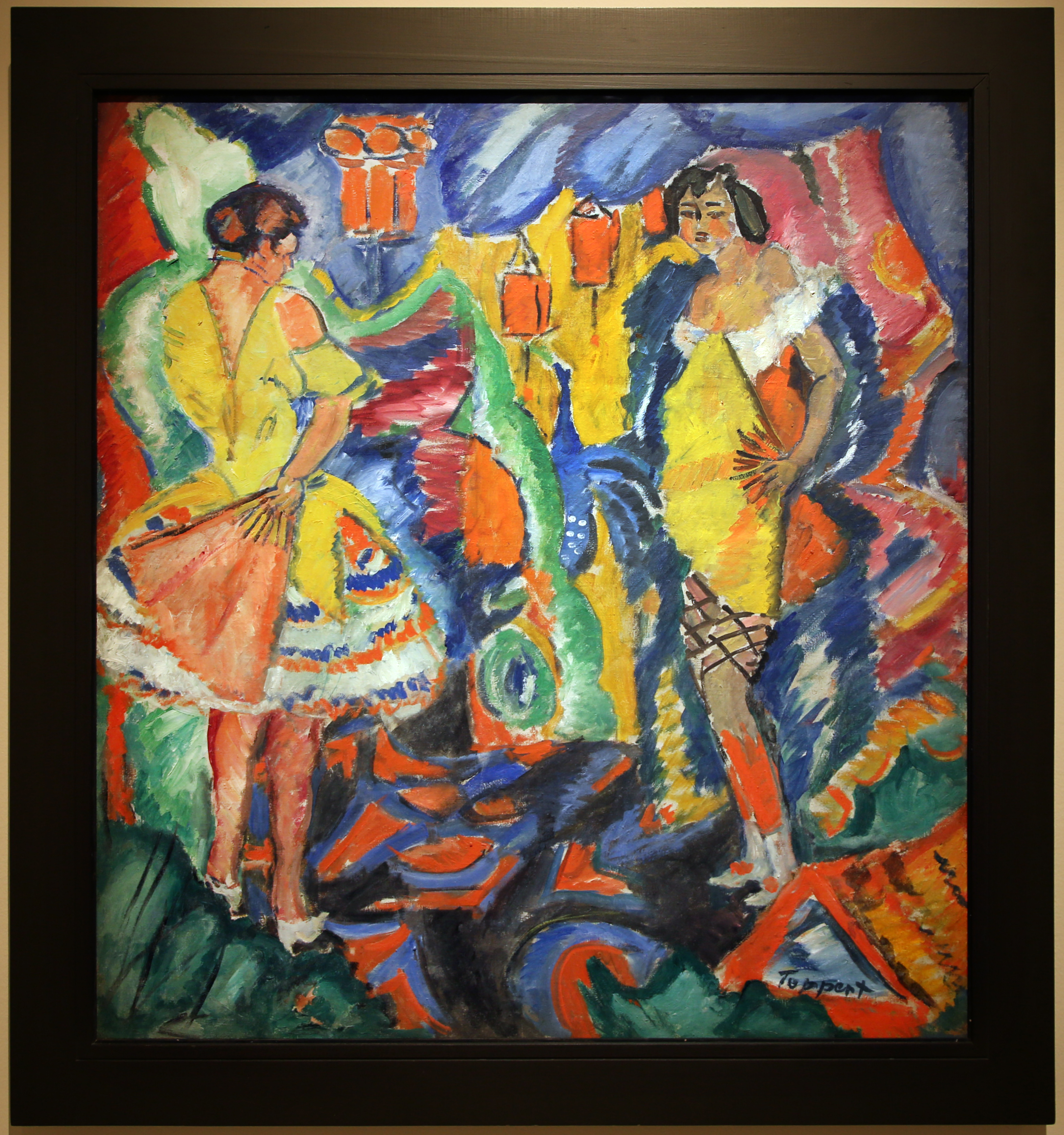
Variété, 1911

Pendant cette période jusqu'à la Première Guerre mondiale, Tappert crée de grandes œuvres expressionnistes, des images de femmes, des représentations de danseuses et des portraits ainsi que la grande série de nus basés sur son modèle préféré Betty. En plus de la peinture, il se consacre intensément aux techniques graphiques sur bois et linogravure, en lithographie et eau-forte. À partir de 1913, des magazines d'avant-garde, dont Die Aktion, publient des contributions graphiques. En 1912, Tappert est représenté avec quatre grands tableaux à l'exposition internationale de Sonderbund à Cologne et exposé à la deuxième exposition du Cavalier bleu à Munich. En 1911, Tappert fonde les expositions sans jury de Berlin avec Käthe Kollwitz et d'autres. En 1912, il enseigne pour la première fois dans les services gouvernementaux, en 1913, il devient professeur à l'école royale des beaux-arts de Berlin et à l'école privée d'art de Berlin-Wilmersdorf.
Pendant la Première Guerre mondiale, Tappert sert dans l'escadron aérien à Berlin à partir de 1916 et peut continuer à travailler artistiquement. Au cours de ces années, Tappert découvre particulièrement les éléments stylistiques du cubisme, du futurisme et de l'orphisme.
En 1918, il est l'un des fondateurs du Novembergruppe et du Arbeitsrat für Kunst, et en 1919, il reprend l'enseignement à l'École nationale des beaux-arts de Berlin-Schöneberg et à l'école Reimann (jusqu'en 1924). La même année, il épouse son ancienne élève Kathleen Bagot (1890-1925). En 1921, il reçoit la chaire. Après la mort de Kathleen en 1925, il épouse son élève Elisabeth Foerstemann (1901-1929) un an plus tard.
Dans son travail des années 1920 et 1930, l'artiste se consacre principalement aux femmes du milieu mondain berlinois des cafés, des spectacles de variétés, des bars de nuit et des cirques. Une grande série de nus et de grands portraits est réalisée dans un style expressif-réaliste très varié. Ni les tendances froides de la Nouvelle Objectivité ni le vérisme socio-critique caustique de cette époque ne l'intéressent. Psychologiquement sensible, acharné, mais humainement observateur, il livre son propre panorama des soi-disant insignifiants citadins de cette époque. Pendant ce temps, la gravure perd de son importance pour lui, tandis que le dessin prend une grande importance. Le domaine contenait environ 4 500 feuilles dans toutes les techniques, du plus petit croquis au crayon à l'aquarelle et au pastel grand format.
En 1933, les nazis qualifient Tappert d'art dégénéré. Tappert est démis de ses fonctions d'enseignant dès février 1933 puis réintégré pour une période limitée six mois plus tard à l'intercession de collègues et d'étudiants et finalement licencié en 1937 et interdit de peindre et d'exposer. Après s'être retiré de la peinture de paysage en 1934, il abandonne définitivement le travail artistique vers 1944. Environ 100 œuvres sont perdues à cause de l'ostracisme et des dommages de guerre.
En 1945, il refonde l'université d'éducation artistique de Berlin au nom des puissances occupantes, qu'il fusionne bientôt sous un même toit avec l'université des arts sous la direction de Karl Hofer. En 1953, il reçut la Croix de l'Ordre du Mérite de la République fédérale d'Allemagne en reconnaissance de son travail éducatif, tandis que son propre travail artistique, qu'il avait caché dans le sous-sol et dans le grenier de sa maison et jamais sorti, est oublié. La même année, il épouse sa nièce Annalise Friedrich (1908-2002), qu'il avait recueillie en tant que jeune étudiante en musique en 1932.

## Postérité
Ce n'est qu'après sa mort que commence la redécouverte progressive de son œuvre, dans laquelle Gerhard Wietek, historien de l'art et ancien directeur de la Fondation des musées du Land de Schleswig-Holstein, joue un rôle décisif. Il soutient Annalise Tappert dans l'administration du domaine, publie la première monographie complète avec le catalogue raisonné des peintures en 1980 et organise et soutient de nombreuses expositions. Son catalogue raisonné d'estampes suit en 1996.
Le domaine artistique est conservé dans la Fondation Georg Tappert de la Fondation des musées du Land de Schleswig-Holstein au château de Gottorf dans le Schleswig. La succession écrite est conservée dans les Deutsches Kunstarchiv au Germanisches Nationalmuseum. Le Kunstmuseum Bayreuth abrite une collection de Georg Tappert avec des œuvres créées lors de visites d'étude en Haute-Franconie entre 1926 et 1933.